# Макдональд, Иэн (писатель)
Иэн Макдональд (англ. Ian McDonald; род. 1960) — ирландский писатель-фантаст. К жанровым предпочтениям можно отнести киберпанк, с хитро переплетенными новейшими технологиями и этнографическими изысками, а также вариации последствий после стремительных социальных или технических изменений. Среди вариантов русскоязычной транскрипции имени писателя можно встретить также Йен, Ян или Иен.

## Биография
Иэн Макдональд родился 31 марта 1960 года в Манчестере (Англия). Мать Иэна была ирландка, отец — шотландец. Когда Иэну исполнилось пять лет, его семья перебралась в Северную Ирландию. Взросление будущего автора проходило на фоне этно-политического конфликта в Северной Ирландии 1968—1998 (так называемые «Проблемы»), что не могло не оказать влияния на его мироощущение и будущее творчество. Многие произведения автора, действительно, так или иначе затрагивают проблемы постколониализма и взаимоотношений стран «третьего мира» с бывшими метрополиями.
В 1982 году в журнале «Extro» было опубликовано дебютное произведение И. Макдональда — рассказ The Island of the Dead («Остров мёртвых»). Дебютный же роман Desolation Road («Дорога запустения») был опубликован в 1988 году. Роман, сюжет которого был навеян «Марсианскими хрониками» Рэя Брэдбери и книгой «Сто лет одиночества» Маркеса, был положительно оценён критиками и получил премию «Локус» 1989 года в номинации «Лучший дебютный роман».
В настоящее время Иэн Макдональд проживает в Белфасте (Северная Ирландия) и работает начальником отдела развития крупной телекоммуникационной компании.

### Марс
Цикл произведений о «красной планете» — «Марс» (Mars):
- роман «Desolation Road» («Дорога запустения»), 1988 год — лауреат премии «Локус» («Лучший дебютный роман») 1989 года;
- роман «Ares Express», 2001 год (на основе рассказа «The Catharine Wheel»);
- повесть «Big Chair», 1992 год;
- повесть «The Luncheonette of Lost Dreams», 1992 год;
- повесть «Steam», 1995 год;
- повесть «The Five O’Clock Whistle», 1997 год;
- повесть «The Old Cosmonaut and the Construction Worker Dream of Mars», 2002 год.

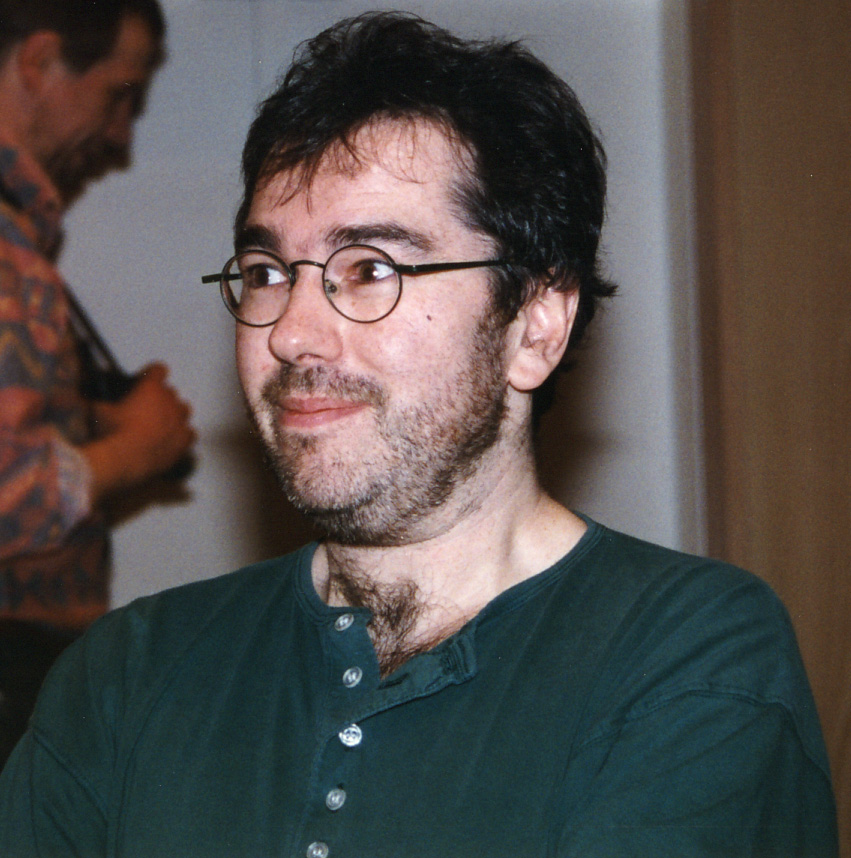
Иен Макдональд на НФ-конвенте, Дортмунд, 1997 год.

### Shian
Цикл произведений «Shian»:
- роман «Sacrifice of Fools», 1996 год;
- повесть «The Undifferentiated Object of Desire», 1993 год;
- повесть «Legitimate Targets», 1994 год;
- повесть «Frooks», 1995 год.

### Necroville
Цикл произведений «Necroville»:
- роман «Necroville», 1994 год;
- повесть The Days of Solomon Gursky («Ночь всех мертвецов»), 1998 год — в России публиковалась в журнале «Если»[1].

### Chaga Saga
Цикл произведений «Chaga Saga»:
- роман «Chaga», 1995 год;
- роман «Kirinya», 1998 год;
- повесть «Recording Angel», 1996 год;
- повесть «Tendeléo’s Story» («История Тенделео»), 2000 год[2] — лауреат премий Старджона в 2001 году и «Сигма-Ф» («Лучшее зарубежное произведение») в 2003 году;

### Индия
Замешанный на киберпанке и этнографии, цикл произведений «Индия» (India) — о земле обетованной для ученых XXI века, работающих на переднем крае науки. Индия здесь новая Мекка компьютерных технологий, рай для любителей экстремальных развлечений, признанных незаконными во всем остальном мире.
- роман River of Gods («Река Богов»), 2004 год[3] — лауреат премии «BSFA» (Лучший роман) в 2005 году, лауреат «Итогов-2006» журнала «Мир фантастики» («Лучший зарубежный НФ роман»);
- сборник Cyberabad Days, 2009 год. В составе повести и рассказы:
  - Sanjeev and Robotwallah, 2007 год;
  - Kyle Meets the River, 2006 год;
  - The Dust Assassin, 2008 год;
  - An Eligible Boy, 2008 год;
  - The Little Goddess («Маленькая богиня»), 2005 год;
  - The Djinn’s Wife («Супруга джинна»), 2006 год — лауреат премий «BSFA» (номинация «Малая форма») и «Хьюго» (номинация «Лучшая короткая повесть») в 2007 году;
  - Vishnu at the Cat Circus, 2009 год.

### Everness
Цикл произведений «Everness» о приключениях Эверетта Сингха в параллельных Вселенных:
- Planesrunner («Странник между мирами»), 2011 год (книга 1)
- Be My Enemy («Будь моим врагом»), 2012 год (книга 2)
- Empress of the Sun («Императрица Солнца»), 2014 год (книга 3)

### Luna
- Luna: New Moon («Новая Луна»), 2015 год (книга 1)
- Luna: Wolf Moon («Волчья Луна»), 2017 год (книга 2)
- Luna: Moon Rising («Восставшая Луна»), 2019 год (книга 3)

### Романы
Отдельные, не вошедшие ни в один из циклов романы:
- Out on Blue Six, 1989 год;
- King of Morning, Queen of Day («Король утра, королева дня»), 1991 год — лауреат премии Филиппа К. Дика (в номинации «Лучшая НФ-книга в США») 1992 года;
- Hearts, Hands and Voices («Сломанные земли»), 1992 год;
- Scissors Cut Paper Wrap Stone («Камень, ножницы, бумага»), 1994 год;
- Brasyl («Бразилья»), 2007 год — лауреат премии «BSFA» («Лучший роман») в 2008 году.
- The Dervish House («Дом дервиша»), 2010 год — лауреат премий «BSFA» и Джона В. Кэмпбелла, номинант на премии «Хьюго»[4], «Локус» и Артура Кларка[5] в номинации «Лучший роман» в 2011 году.

### Повести и рассказы
- The Island of the Dead («Остров мёртвых»), 1982 год;
- The Catharine Wheel, 1984 год — послужил основой для романа «Ares Express»;
- King of Morning, Queen of Day, 1988 год — послужил основой для повести «Craigdarragh», первой части романа «King of Morning, Queen of Day»;
- Unfinished Portrait of the King of Pain by Van Gogh, 1988 год;
- Listen, 1989 год;
- Rainmaker Cometh, 1989 год;
- Toward Kilimanjaro, 1990 год — послужил основой для романа «Chaga»;
- Innocents («Безгрешный»), 1992 год — лауреат премий «BSFA» («Малая форма») в 1993 году;
- The Hidden Place («Убежище»), 2002 год[6].
- Botanica Veneris: Thirteen Papercuts by Ida Countess Rathangan («Botanica Veneris: Тринадцать бумажных узоров Иды, графини Ратангана»), 2015 год, опубликован в антологии «Old Venus»

## Награды
- 1989 год — премия «Локус», в номинации «Дебютный роман» (First Novel) за Desolation Road («Дорога отчаяния») (1988 год);
- 1992 год — премия Филипа Киндреда Дика (Philip K. Dick Award), в номинации «Лучшая НФ-книга в США» за King of Morning, Queen of Day (1991 год);
- 1993 год — премия «British Science Fiction Award» (BSFA), в номинации «Малая форма» (Short Fiction) за Innocents («Безгрешный») (1992 год);
- 2001 год — премия Теодора Старджона (Theodore Sturgeon Award), в номинации «Лучший НФ-рассказ» за Tendeléo’s Story («История Тенделео») (2000 год);
- 2003 год — премия «Сигма-Ф», в номинации «Перевод (лучшее зарубежное произведение)» за Tendeléo’s Story («История Тенделео») (2000 год);
- 2005 год — премия «BSFA», в номинации «Роман» (Novel) за River of Gods («Река Богов») (2004 год);
- 2006 год — итоги года от журнала Мир фантастики, в номинации «Лучший зарубежный научно-фантастический роман» за River of Gods («Река Богов») (2004 год);
- 2007 год — премия «BSFA», в номинации «Малая форма» (Short Fiction) за The Djinn’s Wife («Супруга джинна») (2006 год);
- 2007 год — премия «Хьюго», в номинации «Короткая повесть» (Novellette) за The Djinn’s Wife («Супруга джинна») (2006 год);
- 2008 год — премия «BSFA», в номинации «Роман» (Novel) за Brasyl («Бразилья») (2007 год);
- 2011 год — мемориальная премия Джона В. Кэмпбелла за The Dervish House («Дом дервиша») (2010 год).